# Фисак, Андрей Петрович
Андрей Петрович Фисак (укр. Андрій Петрович Фісак; род. 11 февраля 1971, Днепропетровск) — украинский политик, предприниматель. Городской голова Никополя (с 2015 года). Являлся членом партии Блок Петра Порошенко «Солидарность». Депутат Никопольского городского совета (2010—2015).

## Биография
Родился 11 февраля 1971 года в Днепропетровске. Вырос в семье медиков. Дед Яков по материнской линии являлся председателем колхозов в Никопольском и Томаковском районах Днепропетровской области. Когда Андрей ещё был ребёнком его родители переехали в Никополь.
Окончил школу № 21 в Никополе (1988 год). С 1988 по 1989 год работал на ТВЦ-2 Никопольского южно-трубного металлургического завода. Занимал должность дефектоскописта в отделе технического контроля. После этого в течение двух лет проходил срочную службу в рядах советской армии. Являлся командиром отделения, получил звание «сержант». Уволившись в запас, стал охранником в Никопольском краеведческом музее.
С 1991 по 1992 год — слушатель подготовительного отделения Киевского государственного торгово-экономического университета. После этого стал студентом данного вуза, который он окончил в 1997 году по специальности «экономист по маркетингу». Ещё будучи студентом, Фисак в 1993 году основал предприятие НУАР, которое занималось поставкой сырья из Украины в другие постсоветские страны.
С 1997 по 2001 год — коммерческий директор, председателя наблюдательного совета предприятия «Агропроммаш». С 2001 по 2003 год — председатель наблюдательного совета «Киевводстроя».
С 2003 по 2005 год являлся государственным служащим, будучи директором департамента Государственного комитета Украины по вопросам регуляторной политики и предпринимательства. Следующие два года был заместителем генерального директора исполнительной дирекции Союза предпринимателей малых, средних и приватизированных предприятий Украины.
С 2007 года — вице-президент «Союза предпринимателей малых, средних и приватизированных предприятий Украины» на общественных началах. В 2007 году стал членом наблюдательного совета «Агропроммаша». С 2013 по 2014 год являлся председатель наблюдательного совета «Агропроммаша».

### Политическая деятельность
На парламентских выборах 2002 года выставил свою кандидатуру как самовыдвеженец по округу № 35 (город Марганец). По итогам выборов занял пятое место, набрав 2,22 % голосов избирателей.
В 2009 году основал и стал руководителем общественной организации «Мой Никополь». На выборах 2010 года баллотировался на пост городского головы Никополя, но избран не был. Несмотря на это, стал депутатом Никопольского городского совета, где возглавлял депутатскую группу «Мой Никополь — Демократы». В ходе президентских выборов 2014 года был доверенным лицом Петра Порошенко по 35 округу. 16 июня 2014 года был избран секретарём Никопольского городского совета. С июля 2014 года являлся исполняющий обязанности городского головы Никополя.
На выборах городского головы Никополя 2015 года Фисак баллотировался от Блока Петра Порошенко «Солидарность» и был избран во втором туре. К обязанностям городского головы приступил 27 ноября 2015 года. Накануне местных выборов 2020 года отказался баллотироваться на второй срок.

## Награды и звания
- Орден «За заслуги» ІІІ степени (7 декабря 2015) — За весомый личный вклад в государственное строительство, развитие местного самоуправления, многолетний добросовестный труд и высокий профессионализм
- Медаль «За содействие Вооружённым Силам Украины» (26 июня 2019)[9]

## Семья
Супруга — Марина, выпускница Никопольского медицинского училища и Киевского национального университета им. Т. Шевченко. Воспитывают двух детей от двух разных браков.